# Parchi nazionali del Regno Unito

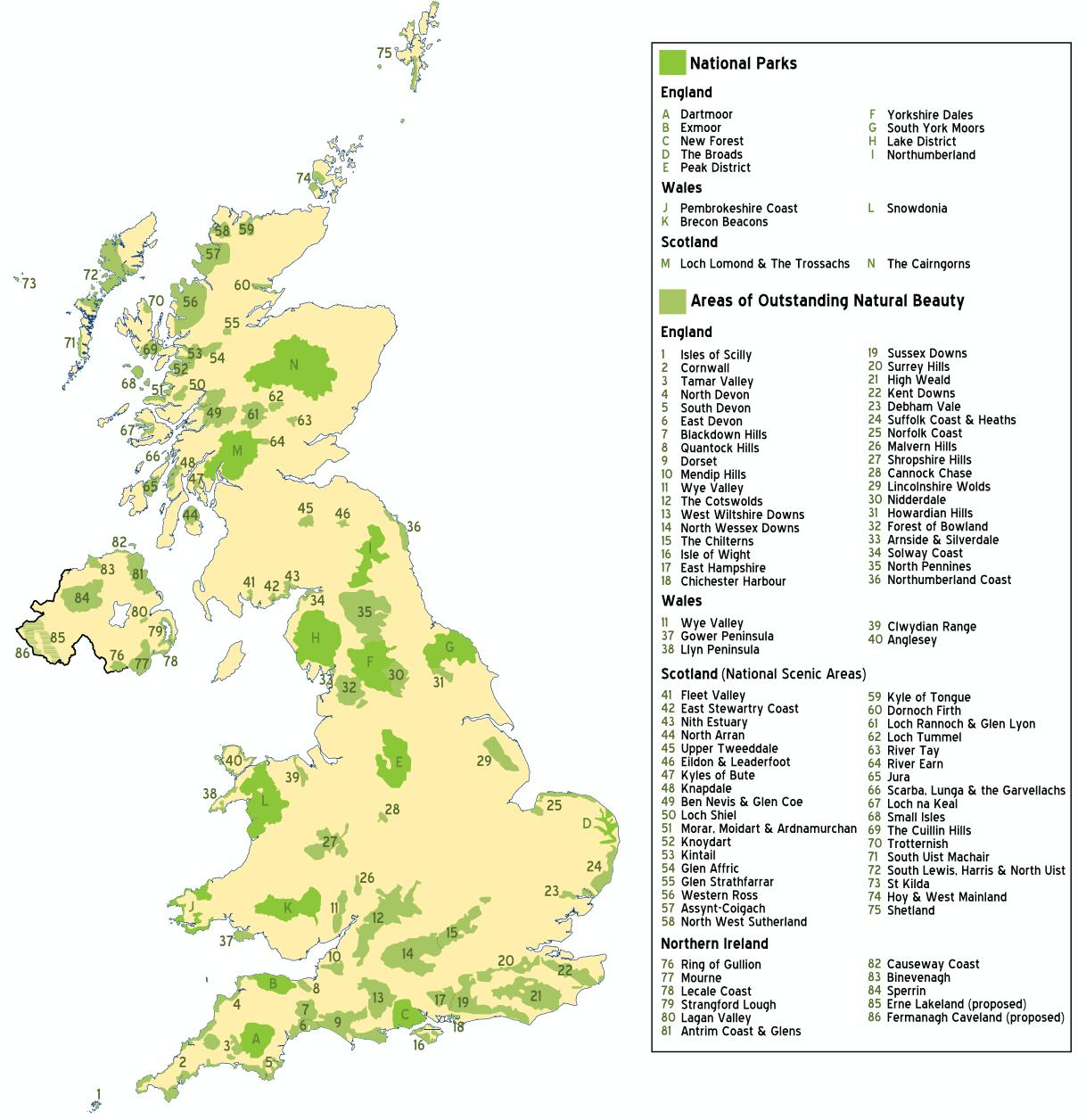
Parchi nazionali e altre aree protette del Regno Unito

Il Regno Unito possiede 15 parchi nazionali.
Tali aree, tuttavia, non rientrano negli standard internazionali della categoria IUCN-II fissati dall'Unione Internazionale per la Conservazione della Natura (IUCN), e quindi - a livello internazionale - non sono considerati veri e propri "parchi nazionali". Al contrario essi rientrano tutti nella categoria IUCN-V "Paesaggi terrestri protetti".
La gestione dei parchi nazionali del Regno Unito è stata decentrata alle quattro nazioni del Regno Unito, ognuna delle quali ha le proprie politiche e modalità di gestione. Le 15 aree gestite di eccezionale paesaggio, dove gli insediamenti abitativi e commerciali sono limitati,  sono situate 10 in Inghilterra, 3 in Galles e 2 in Scozia.
Attualmente non vi sono parchi nazionali nell'Irlanda del Nord, anche se vi è un progetto discusso per istituirne uno nella regione delle montagne di Mourne, da Carlingford Lough a Newcastle e Slieve Croob. Qualora istituito, il parco potrebbe creare un boom turistico e nuovi posti di lavoro, ma dall'altro lato il prezzo delle case potrebbe aumentare notevolmente, rendendone difficoltoso l'acquisto per i giovani e le coppie del posto.
Tutti i 15 Parchi nazionali condividono due scopi statutari:
- conservare e valorizzare il patrimonio naturale e culturale della zona
- promuovere la comprensione e la fruizione delle qualità speciali del Parco Nazionale da parte del pubblico.

I parchi nazionali scozzesi hanno due ulteriori finalità statutarie:
- promuovere l'uso sostenibile delle risorse naturali della zona
- promuovere lo sviluppo economico e sociale sostenibile delle comunità della zona.

La rete di fiumi e laghi navigabili denominata "The Broads" situata nelle contee di Norfolk e Suffolk non è un parco nazionale, ma è membro della famiglia dei parchi nazionali del Regno unito, con lo stesso livello di protezione del paesaggio, e l'ulteriore scopo statutario di proteggere gli interessi della navigazione.
Tutti i 15 parchi nazionali nel Regno Unito sono membri dell'Associazione britannica degli Enti Parco Nazionali (UK ANPA), che si occupa di promuovere la famiglia dei Parchi Nazionali del Regno Unito e di facilitare la formazione e lo sviluppo tra il personale e i membri di tutti i parchi.
All'inizio del 2014 è stato costituito un comitato per l'istituzione del parco nazionale nell'area della Greater London.

## Lista dei parchi nazionali
| Nome                                                                       | Foto | Nazione     | Contea | Coordinate           | Istituzione      | Superficie km² |
| -------------------------------------------------------------------------- | ---- | ----------- | --- | -------------------- | ---------------- | -------------- |
| Peak District                                                              |      | Inghilterra | Derbyshire, Cheshire, Greater Manchester, Staffordshire, South Yorkshire e West Yorkshire                     | 53°21′N 1°50′W       | 17 aprile 1951   | 1.438          |
| Lake District                                                              |      | Inghilterra | Cumbria | 54°30′N 3°10′W       | 9 maggio 1951    | 2.292          |
| Snowdonia (in gaelico: Parc Cenedlaethol Eryri)                            |      | Galles      | Gwynedd e Conwy                                                                                               | 52°54′N 3°51′W       | 18 ottobre 1951  | 2.142          |
| Dartmoor                                                                   |      | Inghilterra | Devon | 50°34′N 4°00′W       | 30 ottobre 1951  | 956            |
| Pembrokeshire Coast (in gaelico: Arfordir Penfro)                          |      | Galles      | Pembrokeshire                                                                                                 | 51°50′N 5°05′W       | 29 febbraio 1952 | 620            |
| North York Moors                                                           |      | Inghilterra | North Yorkshire                                                                                               | 54°23′N 0°45′W       | 29 novembre 1952 | 1.436          |
| Yorkshire Dales                                                            |      | Inghilterra | North Yorkshire e Cumbria                                                                                     | 54°16′N 2°05′W       | 16 novembre 1954 | 1.769          |
| Exmoor                                                                     |      | Inghilterra | Somerset e Devon                                                                                              | 51°06′N 3°36′W       | 19 ottobre 1954  | 693            |
| Northumberland                                                             |      | Inghilterra | Northumberland                                                                                                | 55°19′N 2°13′W       | 6 aprile 1956    | 1.049          |
| Brecon Beacons (gaelico: Bannau Brycheiniog)                               |      | Galles      | Blaenau Gwent, Carmarthenshire, Merthyr Tydfil, Powys, Rhondda Cynon Taf, Monmouthshire, Torfaen e Caerphilly | 51°53′N 3°26′W       | 17 aprile 1957   | 1.351          |
| The Broads                                                                 |      | Inghilterra | Norfolk e Suffolk                                                                                             | 52°43′27″N 1°38′27″E | 1º aprile 1989   | 303            |
| Loch Lomond e Trossachs (Pàirc Nàiseanta Loch Laomainn is nan Tròisichean) |      | Scozia      | |                      | 2002             | 1.865          |
| Cairngorms (Pàirc Nàiseanta a' Mhonaidh Ruaidh)                            |      | Scozia      | |                      | 2003             | 4.528          |
| New Forest                                                                 |      | Inghilterra | Hampshire | 50°52′N 1°34′W       | 1º marzo 2005    | 580            |
| South Downs                                                                |      | Inghilterra | East Sussex, Hampshire e West Sussex                                                                          | 50.911°N 0.367°W     | 31 marzo 2010    | 1.641          |